# Β-laktamas

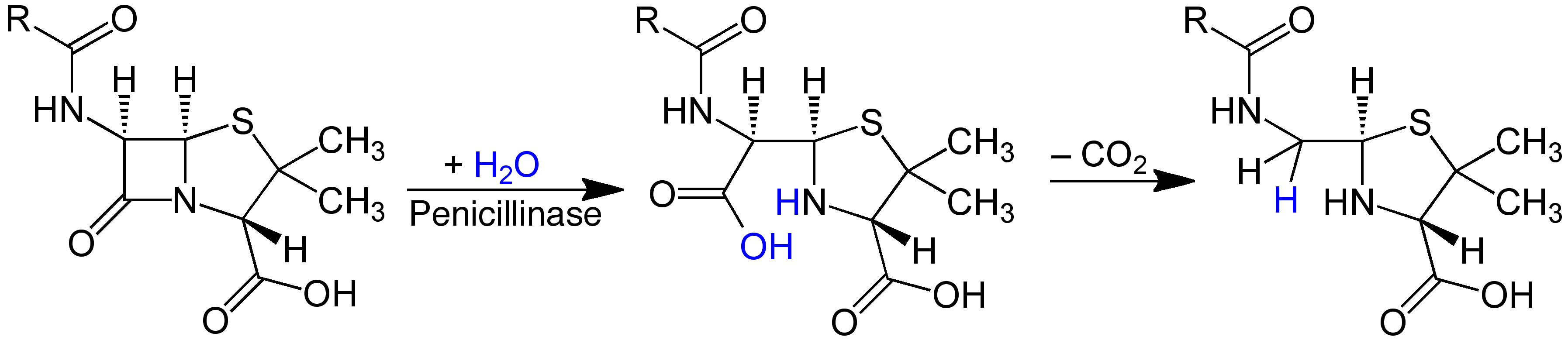

β-laktamas eller beta-laktamas är ett enzym som bryter ner beta-laktamantibiotika som penicilliner, cefalosporiner och karbapenemer. De verkar genom att bryta den reaktiva beta-laktamasringen hos dessa antibiotika. Det har upptäckts mer än 850 olika beta-laktamaser, alla härstammande ifrån naturligt förekommande beta-laktamaser. När beta-laktamantibiotika började användas hos människor skapades ett selektiv tryck (naturligt urval) för beta-laktamaser hos även kliniskt relevanta stammar. De har utvecklats i jordbakterier som försökt skydda sig mot de beta-laktamer som produceras normalt av mögelsvampar så som Penicillium. Det finns två stora "skolor" av klassifikationssystem för beta-laktamaserna, där de via Amblers klassifikation delas in i fyra olika grupper (A-D) baserat på deras struktur (likhet på aminosyror).
AmpC är en klass av beta-laktamaser, cefalosporinaser, som orsakar nedbrytning av beta-laktam antibiotika. Genen ampC kan koda för enzymet AmpC både kromosomalt och av plasmid DNA. En underliggande orsak för resistens mot beta-laktam antibiotika hos gram-negativa bakterier är överuttryck av genen ampC. Hos exempelvis den gramnegativa bakterien Escherichia coli, kan ampC transkription öka till följd av mutationer i promoterregionen av ampC eller till följd av genamplifiering av ampC. 

## Mekanism
Hos grupp A, C och D beta-laktamaser reagerar en serinsidokedja (via en hydroxylgrypp) med den spända beta-laktamringen och bildar en kovalent bunden förening. Dessa klasser av enzymer kallas därför för serin-beta-laktamaser. Detta är samma mekanism som beta-laktamernas mål, de penicillinbindande proteinerna (transpeptidaser), använder. Transpeptidasernas aktiva säte är utformat på ett sätt som tillåter beta-laktam antibiotika att binda irreversibelt till serinen och stabiliseras i bindningsfickan via en jonbindning (beta-laktams karboxylsyra med enzymets lysinrest). Beta-laktamaserna uttrycker en annan variant av aktivt säte som tillåter inträde av vatten som då kan hydrolysera esterbindningen mellan laktamasen och beta-laktamen, detta inaktiverar antibiotikan men tillåter fortsatt aktivitet av beta-laktamasen.  
Hos grupp B finns det två zinkjoner i det aktiva sätet. Dessa kan på olika sätt aktivera vattenmolekyler som sedan används för att hydrolysera beta-laktamringen. Detta innebär att det inte bildas någon kovalent bunden intermediär. Dessa enzymer är den huvudsakliga anledningen till resistens mot karbapenemer som Meropenem.